# Mas Miquel (Santa Cristina d'Aro)
El Mas Miquel és una masia de Santa Cristina d'Aro (Baix Empordà) inclosa a l'Inventari del Patrimoni Arquitectònic de Catalunya.

## Descripció
Masia amb edificacions afegides a la part posterior que conformen un petit pati interior. Un altre pati, exterior a les construccions, és tancat per un mur amb un seguit d'arcuacions de mig punt.
El cos principal és de planta quadrangular, cobert a dues vessants i amb el carener perpendicular a la façana principal. Totes les obertures, emmarcades amb pedra, són allindades.